# 马来西亚通讯部
马来西亚通讯部是马来西亚政府辖下的一个部门，负责管理马来西亚的通信、多媒体、广播、大众媒体、电影业、手机服务、固定无线电通讯服务、宽频、国际广播和媒体内容等服务。

## 历史
马来西亚通讯部的前身为马来西亚通讯及数码部。2023年12月12日，随着首相安华宣布马来西亚通讯及数码部一分为二成立新的数码部并且委任民主行动党署理主席哥宾星为数码部长，同时未被分出去的部门继续留在新成立的通讯部，并由法米法兹和张念群继续担任部长和副部长一职。

## 组织结构
通讯部长是马来西亚通讯部的最高政务官，由马来西亚首相委任，并且由1名同为政务官的副部长辅助。
通讯部秘书长是马来西亚通讯部的最高事务官，并且由2名副秘书长和1名高级秘书分管旗下内设机构。
- 部长：法米法兹
  - 副部长：张念群
  - 秘书长：Datuk Mohamad Fauzi bin Md Isa
    - 秘书长直属
      - 法律顾问办公室
      - 内部审计科
      - 廉政科
      - 通讯及多媒体上诉庭及个人资料保护科

    - 副秘书长（策略通讯及创造领域）
      - 政策及策略规划处
      - 国际处
      - 战略通讯及公关处
      - 内容发展处
      - 海外艺人表演与电影播放中心科（PUSPAL）

    - 副秘书长（电子通讯设施）
      - 通讯技术处
      - 管制及合规处
      - 设施及应用处

    - 高级秘书（管理）
      - 人力资源管理处
      - 财务处
      - 会计处
      - 管理服务处
      - 发展处
      - 信息管理处
      - 马来西亚政府呼叫中心（MyGCC）

### 附属联邦政府机构
1. 马来西亚广播局（RTM）
2. 马来西亚新闻局（JAPEN）
3. 社区通讯局（JKOM）
4. 敦拉萨广播及新闻学院（IPPTAR）

### 附属法定机构
1. 马来西亚国家新闻社（BERNAMA）
2. 马来西亚国家电影发展局（FINAS）
3. 马来西亚通讯及多媒体委员会（MCMC / SKMM）

### 附属官联公司
1. 我的创意投资有限公司（MyCreative）

## 主要法令
以下为通讯及多媒体部负责的数项关键法令：
1. 《1981年马来西亚国家电影发展局法令》（第244法令）
2. 《1998年通讯及多媒体法令》（第588法令）
3. 《1998年马来西亚通讯及多媒体委员会法令》（第589法令）
4. 《1997年电子签名法令》（第562法令）
5. 《2012年邮政服务法令》（第741法令）
6. 《1967年马来西亚国家新闻社法令》（第780法令）